# النشيفة
النشيفة هي قرية سعودية، في منطقة تبوك، وتتبع إداريًا لمحافظة الوجه. تقع في شمال غرب الجزيرة العربية

## مركز النشيفة
مركز النشيفة: هو من مراكز فئة (ب)
الموقعيقع المركز في الجزء الشرقي من محافظة العلا .
المساحةتبلغ مساحته (1,260كم2)، وتمثل 4,31% من مساحة المحافظة، ويأتي في المرتبة الثالثة عشرة من حيث المساحة.
السكانيبلغ تعداد السكان 1441 نسمة، ويأتي في المرتبة الحادية عشرة.
بعد المركز عن المحافظةيقع المركز على بعد (162كم) من المحافظة، والطريق المؤدي إليها ترابي، ويعتبر المركز في المرتبة الثانية عشرة من حيث القرب من مقر المحافظة.

## التاريخ
يوجد فيه مدرسة ابتدائي ومتوسط ومحلات تجاريه

## روابط خارجية
- موقع إمارة المدينة المنورة
- موقع أمانة المدينة المنورة